# Істмій
Істмій (дав.-гр. Ἴσθμιος) — напівлегендарний цар Мессенії близько 971—924 років до н. е.

## Життєпис
Походив з роду Епітідів, гілки династії Гераклідів. Син царя Главка. Як його діді та батько гідно панував в країні. У місті Фари звівсвятилище Горгаса і Нікомаха, синів Махаона.
Йому спадкував син Дотад.